# Shortparis
Shortparis es una agrupación rusa de música electrónica e indie pop formada en la ciudad de San Petersburgo en 2012 por los músicos Nikolai Komyagin, Alexander Ionin y and Pavel Lesnikov.

## Historia

### Inicios
Nikolai Komyagin, Alexander Ionin y Pavel Lesnikov se conocieron en su ciudad natal, Novokuznetsk, y formaron Shortparis en 2012 luego de trasladarse a San Petersburgo para lograr mayor repercusión. Más tarde se unieron a la banda los nativos de San Petersburgo Danila Kholodkov y Alexander Galyanov. La agrupación interpreta canciones en ruso, francés e inglés. Según John Doran de la revista británica The Quietus, Shortparis continúa con el legado de arte provocativo de Serguéi Kuriojin; Doran describe al grupo como "ambiciosa, pomposa, increíblemente pretenciosa, erótica, emocionante, imposible de precisar, vagamente desviada, divertida para bailar y llena de un potencial revolucionario".

### Popularidad

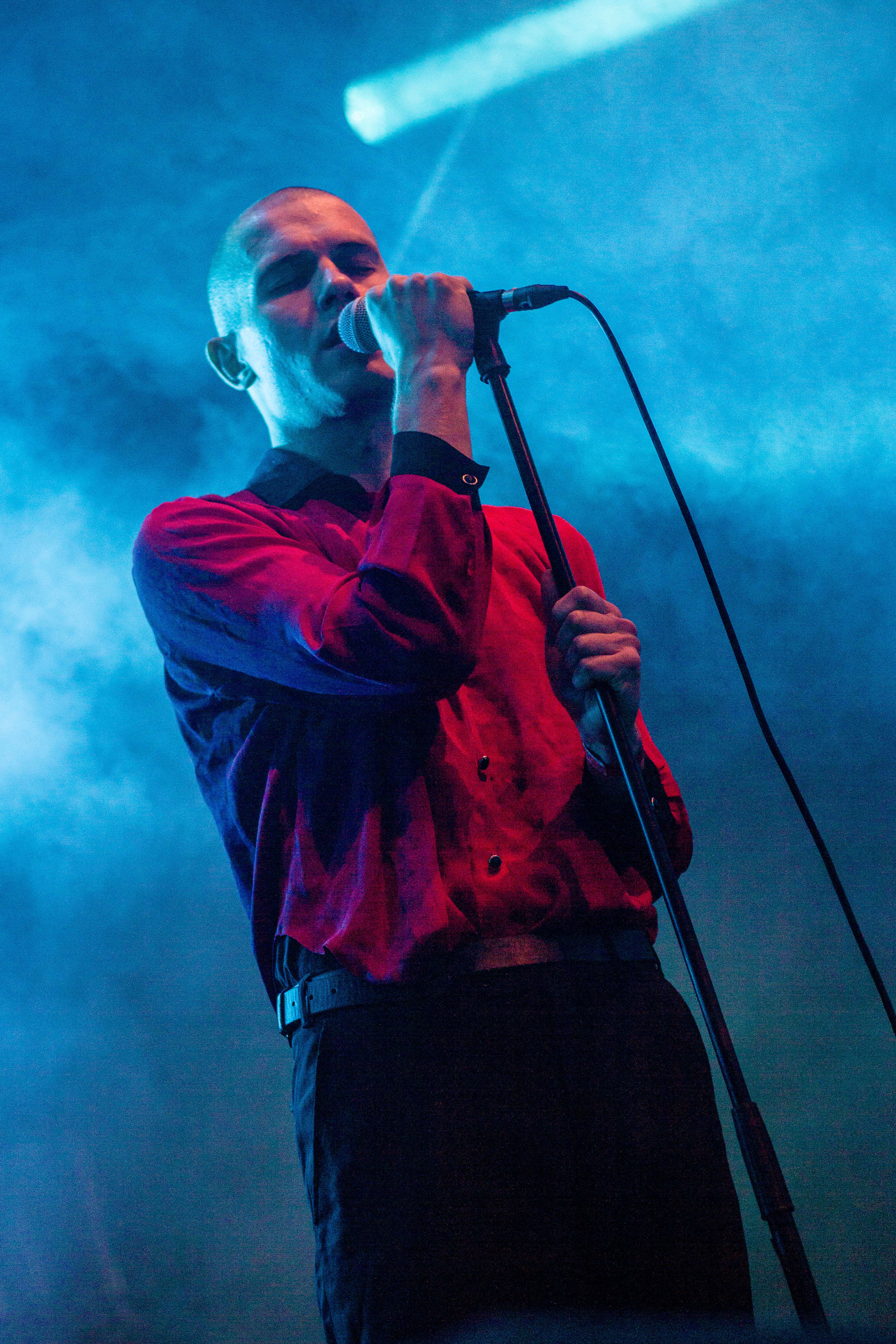
El cantante Nikolai Komyagin en vivo en 2018 con Shortparis.

Shortparis sirvió como acto de apertura de la banda británica The Kooks en 2015 y de Alt-J en 2017 en el A2 de San Petersburgo. La banda logró repercusión internacional con sus presentaciones en idioma inglés en los festivales de MENT, OFF, Pop-Kultur Berlin, y Station Narva en el año 2018. En abril de ese mismo año, Shortparis compartió escenario con Kazuskoma, Spasibo, Glintshake y Elektroforez en las ciudades de Minsk, Varsovia, Poznań, Berlín y Kaliningrado como parte de una gira compuesta exclusivamente por agrupaciones de Rusia. En mayo de 2019, Shortparis emprendió su primera gira por el Reino Unido, incluyendo recitales en los festivales Liverpool Sound City y The Great Escape. En agosto de 2019 tocaron en el festival de música electrónica Brave, en Kiev.
El grupo aportó una canción para la banda sonora de la película de 2018 Leto (en ruso: Лето, lit. 'Summer'), realizando una versión lenta de la popular canción de David Bowie "All the Young Dudes". La película, dirigida por Kiril Serébrennikov, relata historias de la escena del rock underground en la ciudad de Leningrado a comienzos de la década de 1980, cuando imperaba el régimen soviético. En 2019, la canción "Chto-to osoboe vo mne" (en ruso: Что-то особое во мне) apareció en el episodio "Chapter 4: SYZYGY" de la segunda temporada de la serie de televisión The OA.
Shortparis fue nominada en la categoría "Descubrimiento del año" en 2019 en los premios entregados anualmente por la revista GQ en su edición para Rusia. En la gala de los Jager Music Awards del mismo año, Shortparis ganó el premio "Banda del año", al igual que los galardones "Sencillo del año" y "Vídeo del año" por la canción "Strashno" (en ruso: «Страшно», lit. 'Scary').

## Músicos
- Nikolai Komyagin (voz)[26]
- Alexander Galyanov (guitarra, teclados)[26]
- Alexander Ionin (guitarra, bajo, acordeón)[26]
- Pavel Lesnikov (batería, sampling)[26]
- Danila Kholodkov (batería, percusión)[26]

## Discografía
- 2013 - Дочери (Daughters)[27]
- 2017 - Пасха (Easter)[27]
- 2019 - Так закалялась сталь (Thus the Steel Was Tempered)[28]